# Ga Rangrang
Ga Rangrang là một ga đường sắt ở Kin'gol-li, Rangrang-guyŏk, Bình Nhưỡng, Bắc Triều Tiên. Đây là ga cuối của tuyến Rangrang của Đường sắt Nhà nước Triều Tiên, nó kết nối với tuyến chính tại ga Ryŏkp'o. 
Nhà ga được khai trương vào năm 1989, được sử dụng để cung cấp than cho Nhà máy nhiệt điện Đông Bình Nhưỡng, nó cũng được khởi công xây dựng cùng năm.